# Cyber Speedway
Cyber Speedway (titre original : Gran Chaser (グランチェイサー)) est un jeu vidéo de course futuriste sorti en 1995 sur Saturn.